# آرزو (فیلم ۱۹۹۷)
با تمنا (فیلم ۱۹۹۶) اشتباه نشود.
آرزو (به هندی: Tamanna) یا تمنا فیلمی محصول سال ۱۹۹۷ و به کارگردانی ماهش بات است. در این فیلم بازیگرانی همچون پارش راوال، پوجا بات، شاراد کاپور، مانوج باجپایی، اشوتوش رانا، زهره سگال، آلیا بات، کونال خمو ایفای نقش کرده‌اند.